# Preiļi
Preiļi (ryska: Прейли) är en kommunhuvudort i Lettland.   Den ligger i kommunen Preiļi Municipality, i den sydöstra delen av landet, 180 km öster om huvudstaden Riga. Preiļi ligger 127 meter över havet och antalet invånare är 8 656.
Terrängen runt Preiļi är platt, och sluttar västerut. Runt Preiļi är det glesbefolkat, med 11 invånare per kvadratkilometer. Preiļi är det största samhället i trakten. Omgivningarna runt Preiļi är en mosaik av jordbruksmark och naturlig växtlighet.